# Kampagne für Saubere Kleidung
Die Kampagne für Saubere Kleidung (auch Clean-Clothes-Kampagne oder Clean Clothes Campaign, CCC) ist in Deutschland wie auch international ein Netzwerk aus zahlreichen Nichtregierungsorganisationen und Gewerkschaften. Sie setzt sich für Arbeits- und Frauenrechte, gewerkschaftliche Rechte, existenzsichernde Löhne, Arbeitssicherheit und die Verbesserung von Arbeitsbedingungen, unter anderem im Hinblick auf die Gesundheit, aller Beschäftigten in der internationalen Textil- und Bekleidungsindustrie und in der Sportartikelindustrie ein. Diese Industrien lassen einen Großteil ihrer Produkte zu Hungerlöhnen in Ländern des globalen Südens sowie Ost- und Südosteuropas produzieren. Die internationale CCC hat ihren Sitz in Amsterdam, die deutsche Kampagne für Saubere Kleidung ist seit Februar 2021 ein gemeinnütziger, eingetragener Verein mit Sitz in Berlin.

## Geschichte und Aufbau
1989 wurde in den Niederlanden als Reaktion auf Berichte über skandalöse Arbeitsbedingungen in Zulieferbetrieben von C&A die Schone Kleren Kampagne (deutsch: Kampagne für Saubere Kleidung) gegründet.
Im internationalen CCC-Netzwerk arbeiten insgesamt knapp 250 Gewerkschaften und NGOs, kirchliche Gruppen, Eine-Welt-Läden, Recherche-Institutionen und Frauenrechte-Organisationen zusammen. Zu den Mitgliedsorganisationen der deutschen CCC gehören neben vielen zivilgesellschaftlichen, regionalen und kirchlichen Gruppen auch FEMNET e. V., die Gewerkschaft Erziehung und Wissenschaft (GEW), das INKOTA-netzwerk, die Romero Initiative (CIR) und das Südwind-Institut. In der Schweiz koordiniert Public Eye die Aktivitäten der CCC. Es existiert eine enge Kooperation mit ähnlichen Organisationen in den Ländern, in denen die Produktion der Textilien, Schuhe, Leder- und Sportbekleidung zu großen Teilen stattfindet, sowie mit anderen europäischen CCC-Netzwerken.

## Zielsetzung und Aktivitäten
Im Februar 1998 verabschiedete die CCC nach engen Konsultationen mit ihren weltweiten Schwesterorganisationen und Gewerkschaften den „Code of Labour Practices for the Apparel Industry including Sportswear“ (Kodex über die Arbeitsbedingungen in der Bekleidungs- und Sportartikelindustrie), an den sich alle Bekleidungshersteller halten sollten. Der Kodex verlangt:
- existenzsichernde Löhne
- keine überlangen Arbeitszeiten
- Gewerkschaftsfreiheit
- Verbot von Kinder- und Zwangsarbeit
- sichere Arbeitsbedingungen
- eine unabhängige Kontrolle der Einhaltung dieser Kriterien.

Um diese Ziele zu erreichen, informiert die CCC Konsumierende, stellt Forderungen an Marken und Unternehmen, leistet Lobbyarbeit bei der deutschen Bundesregierung, dem Europäischen Parlament sowie der EU-Kommission und unterstützt Arbeiterorganisationen.
Mit Pressemeldungen, Fernseh- und Rundfunkbeiträgen, mit Protestbriefen und Straßenaktionen, mit öffentlichen Film- und Informationsveranstaltungen, mit der Durchführung von Bildungs- und Diskussionsveranstaltungen, macht die CCC Arbeitsrechtverletzungen in den textilen Lieferketten bekannt und tritt für die Interessen der Beschäftigten ein. Einige ihrer Mitgliedsorganisationen tragen mit ihren Studien und Fact Sheets auch zur Information über akute Missstände bei, die sie dann in Protestaktionen (Urgent Actions) und gezielten Kampagnen aufgreift.
Mit Erfolg ruft die CCC auch Kommunen und öffentliche Verwaltungen dazu auf, bei der öffentlichen Beschaffung von Bekleidung und Textilien ethische Kriterien zu berücksichtigen. Diese Clean Clothes Communities Campaign existiert mittlerweile in den Niederlanden, Belgien, Spanien, Deutschland, Schweden und in Großbritannien. Das Südwind-Institut und die Friedrich-Ebert-Stiftung bieten dazu Weiterbildungen an.

## ACCORD
Ein Schwerpunkt der Arbeit in der Kampagne für Saubere Kleidung bildet die Unterstützung und Umsetzung der ACCORD-Vereinbarungen für Arbeitssicherheit in den internationalen Produktionsbetrieben.

## Bangladesch-Abkommen (ACCORD)
Das erste rechtlich verbindliche Gebäudesicherheitsabkommen, der «Accord on Fire and Building Safety in Bangladesh» aus dem Jahr 2013 ist ein Meilenstein für die Industrie, denn erstmals konnte damit ein rechtlich verbindliches Übereinkommen zum Schutz der Gesundheit und Sicherheit der Beschäftigten in der Textilindustrie geschaffen werden.
Das Abkommen wurde zwischen den globalen Branchengewerkschaften IndustriALL, Global Union, UNI Global Union sowie bangladeschischen Gewerkschaften und international tätigen Markenfirmen geschlossen. Einerseits hat es präventiven Charakter (z. B. durch unabhängige Inspektionen und Arbeitnehmerkomitees) und andererseits verpflichtet es die unterzeichnenden Firmen, Missstände in ihren Zulieferfabriken zu beheben. Über 200 Firmen haben das Abkommen bereits unterzeichnet, welches nun 1600 Fabriken und über 2 Millionen Beschäftigte in Bangladesch abdeckt.
Wichtige Kernelemente des Abkommens sind:
- Offenlegung aller Zulieferfabriken in Bangladesch;
- Öffentliche Berichterstattung über alle Fabrikinspektionen und Korrekturpläne;
- Verbindliche Reparaturen und Renovierungen der bei den Fabrikinspektionen identifizierten

Gefahrenursachen;
- Markenfirmen müssen zudem sicherstellen, dass diese Maßnahmen inklusive fälliger Lohnausfallsentschädigungen bei Fabrikschließungen finanziert werden können.
- Die Verpflichtung, während mindestens zweier Jahre nach Unterzeichnung weiterhin in Bangladesch produzieren zu lassen;
- Zugang zu den Fabriken für Gewerkschaften zur Durchführung von Schulungen über

Sicherheit und Arbeitsrechte;
Das Pionierabkommen brachte längst überfällige Verbesserungen für die Branche und galt zunächst bis Mai 2018, wurde dann verlängert bis 31. Mai 2021.
Nach monatelangen Verhandlungen über die Fortführung des Bangladesch-Accords einigten sich die internationalen Gewerkschaftsverbände und Vertretungen der Modefirmen im September 2021 auf ein neues internationales Abkommen für Gesundheit und Arbeitssicherheit. Dieses bewahrt nicht nur das durch den Bangladesh-Accord eingeführte, erfolgreiche Modell, sondern baut es weiter aus.
Das verbindliche internationale Abkommen für Sicherheit und Gesundheit in der Bekleidungs- und Textilindustrie wird auf Pakistan ausgeweitet. Das rechtlich durchsetzbare Arbeitsschutzabkommen zwischen Gewerkschaften und Modemarken wird den pakistanischen Arbeitern in der Bekleidungs- und Textilindustrie wichtige neue Schutzmaßnahmen eröffnen, wie sie Bangladesch seit bald zehn Jahren kennt.
Anlässlich des 10. Jahrestages des Fabrikeinsturzes von Rana Plaza hat die Clean Clothes Campaign Schweiz einen Aufruf mit politischen Forderungen an den Bundesrat verfasst.
Quelle: public eye

## International Accord for Health and Safety in the Textile and Garment Industry
Das bahnbrechende Modell des Abkommens trat im September 2021 nach Verhandlungen zwischen Bekleidungsmarken und globalen Gewerkschaften in Form eines neuen und erweiterten Abkommens in Kraft, wobei es auf den Fortschritten des Vorgängerabkommens aufbaut. Das International Accord for Health and Safety in the Textile and Garment Industry behält die wesentlichen Elemente des früheren Bangladesch-Accords bei.
Seit Anfang 2023 gilt die Vereinbarung auch für Pakistan, befristet für drei Jahre. Dort besteht ein dringender Bedarf an Verbesserungen im Bereich Sicherheit und Gesundheitsschutz am Arbeitsplatz. Außerdem bekundeten Modemarken und Zulieferer großes Interesse am Accord.

## #PayYourWorkers-Kampagne
Aufgrund der Corona-Pandemie wurden Millionen Beschäftigte in der Bekleidungsindustrie in den Ländern des globalen Südens entlassen, weitere Millionen erlitten über Monate schwerwiegende Einkommensverluste aufgrund von Arbeitszeitkürzungen, obwohl Beschäftigte schon vor der Pandemie zu Hungerlöhnen arbeiteten. Deshalb rief die internationale CCC die #PayYourWorkers-Kampagne ins Leben, die sich dafür einsetzt, dass Arbeitende in der Bekleidungsindustrie für die Dauer der Pandemie den vollen Lohn erhalten. Die #PayYourWorkers-Kampagne fordert Unternehmen auf, gewerkschaftlicher Organisierung nicht im Weg zu stehen und sich an der Einrichtung eines Abfindungsfonds zu beteiligen, damit Beschäftigte bei ähnlichen Krisen in der Zukunft nie wieder mittellos dastehen. Sie appellieren dabei vor allem an Marken, Einzelhändler und Hersteller. Die Kampagne informiert über die weiterhin bestehenden Ungerechtigkeiten in der globalen Textilindustrie und regt so zu einer öffentlichen Debatte über mögliche Veränderungen in der Struktur der Verantwortung an.

## Gesetze zur Sorgfaltspflicht in den Lieferketten
Seit Januar 2023 gilt auch für einige große Firmen und Marken der Textilbranche in Deutschland das deutsche Lieferkettensorgfaltspflichtengesetz (LkSG). In den Folgejahren werden davon auch mehr mittlere und kleine Unternehmen betroffen sein.
Die Kampagne für Saubere Kleidung Deutschland e. V. hat die Entstehung dieses Gesetzes in den vergangenen Jahren aufmerksam kritisch verfolgt und unterstützt. Sie begleitet aktuell auch die Entwicklung eines noch effektvolleren Europäischen Gesetzentwurfs.
Zunächst geht es jedoch um die Einhaltung der Regelungen des deutschen LkSG und darum, wirksam Anträge, Beschwerden und Hinweise einzureichen beim zuständigen Bundesamt für Wirtschaft und Ausfuhrkontrolle (BAFA), wann immer das erforderlich ist und die betreffenden Firmen und Marken die Gesetzesbestimmungen und Beschwerden der Beschäftigten ignorieren. Bei solchen Beschwerden unterstützt die Kampagne für Saubere Kleidung die Gewerkschaften und Partnerorganisationen im globalen Süden mit hilfreichen Tipps und Solidaritätsaktionen.

## Lohn zum Leben
Ausgehend von der Allgemeinen Erklärung der Menschenrechte der Vereinten Nationen, Artikel 23/3 „Jede arbeitende Person hat das Recht auf gerechte und befriedigende Entlohnung, die ihr und ihrer Familie eine der menschlichen Würde entsprechende Existenz sichert, gegebenenfalls ergänzt durch andere soziale Schutzmaßnahmen“, setzt sich die Kampagne für Saubere Kleidung für einen „Lohn zum Leben“ ein. Dies ist ein Arbeitseinkommen, das es einer Näherin ermöglicht, sich selbst und ihre Familie zu ernähren, die Miete zu zahlen, für Gesundheits-, Kleidungs-, Mobilitäts- und Bildungskosten aufzukommen sowie für unerwartete Ereignisse ein wenig Geld zur Seite zu legen. Ein existenzsichernder Lohn soll der Grundlohn sein, welcher in einer regulären Arbeitswoche gezahlt wird unabhängig von Überstunden oder Boni. Diese reguläre Arbeitswoche soll nie mehr als 48 Arbeitsstunden betragen (IAO-Übereinkommen 1).
Die Lohnlücke in Europa: Zwischen den gesetzlichen Mindestlöhnen in Mittel-, Ost-, Südosteuropa und der Türkei und dem, was Arbeiter wirklich brauchen, um mit ihrer Familie über die Runden zu kommen, besteht eine große Lücke. Deshalb hat die CCC, gemeinsam mit Nähern vor Ort, einen Richtwert für einen europäischen Basis-Existenzlohn errechnet.
Nun haben die Mode-Konzerne erstmals eine Orientierung, welche Löhne sie in den Kalkulationen mit ihren Zulieferfirmen berücksichtigen müssten. Modekonzerne können sich auch nicht mehr hinter dem Argument verstecken, gar nicht zu wissen, wie hoch ein existenzsichernder Lohn denn sein müsse.